# Hadena urumovi
Hadena urumovi là một loài bướm đêm trong họ Noctuidae.